# Crepitacella vestalis
Crepitacella vestalis är en snäckart som beskrevs av Alfred Rehder 1943. Crepitacella vestalis ingår i släktet Crepitacella och familjen Rissoidae. Inga underarter finns listade i Catalogue of Life.